# José Miguel Vélez Cossío
José Miguel Vélez Cossío (Moquegua, 8 de mayo de 1828-Lima, 4 de enero de 1920) fue un abogado, magistrado y político peruano. Fue ministro de Justicia e Instrucción (1881 y 1882-1883) y presidente de la Corte Suprema (1901-1903).

## Biografía
Hijo de Marcelo Vélez y Teresa Cossío. Se recibió de abogado y en 1855 asumió como conjuez en su tierra natal. En 1866 pasó a ser juez de primera instancia de la provincia de Moquegua. En 1868 fue elegido diputado por esta provincia ante el Congreso de la República.
Estando en Lima, fue designado juez de primera instancia, función que ejerció de 1870 a 1886. Al estallar la guerra con Chile, se incorporó a la reserva y participó en la defensa de Lima. Cuando en marzo de 1881 se constituyó el gobierno de Francisco García Calderón, aceptó formar parte del gabinete ministerial como ministro de Justicia. Cuando dicho presidente fue apresado y desterrado a Chile, esquivó la vigilancia chilena y marchó a Arequipa, donde se puso a disposición del gobierno de Lizardo Montero, que le confió igualmente el despacho de Justicia e Instrucción.
Producida la ocupación chilena de Arequipa en octubre de 1883, pasó a Bolivia. Regresó al cabo de poco tiempo y se instaló en Moquegua. Bajo el gobierno del Consejo de Ministros presidido por Antonio Arenas, retomó el ejercicio de la judicatura y se trasladó a la capital. En 1886 fue elegido vocal de la Corte Superior de Lima. En 1891 pasó con la misma investidura a la Corte Suprema, cuya presidencia ejerció en el periodo 1901-1902.

## Descendencia
Casado con María Mendoza, tuvo seis hijos, entre ellos Armando José Vélez Mendoza (1867-19??), que fue diputado a fines del siglo XIX y principios del siglo XX. Entre sus descendientes se cuentan: su nieto, el periodista José Miguel Vélez Picasso (1902-1971); y su bisnieto, el historiador jesuita Armando Nieto Vélez (1931-2017).